# Party Girl (film 1995)
Party Girl è un film televisivo del 1995, diretto da Daisy von Scherler Mayer, con Parker Posey. È stato il primo lungometraggio ad uscire in prima visione su internet.

## Trama
Amante dei party, la ventitreenne Mary, orfana, che abita col suo amico Leo, DJ, viene aiutata dalla madre putativa di un tempo, Judy, bibliotecaria, a pagare la cauzione per un'infrazione, peraltro minore, che ha commesso, ed allora decide di recuperare una parte del denaro andando a lavorare nella biblioteca diretta da Judy. All'inizio Mary incontra molte difficoltà ad inserirsi nel posto di lavoro, che funziona interamente su archivi cartacei, ma ben presto si appassiona alla materia, al punto da trascorrere diverse notti in biblioteca, anche dimenticando un appuntamento con Mustafa.
Mustafa, di origine libanese, è un venditore ambulante di falafel: al suo paese di provenienza egli era un giovane professore, ma negli Stati Uniti non riesce a far valere i propri titoli di studio. Mary, dopo avergli dato buca, riprende a corteggiarlo fino a riguadagnare il suo affetto.
Ma nello stesso tempo alcuni dissapori inducono Judy a licenziare Mary. La ragazza, anche di fronte ad un'ingiunzione di sfratto, è costretta a vendere alcuni capi del proprio guardaroba. Cerca quindi di rifarsi organizzando uno dei suoi famosi party, a pagamento, nella notte precedente al suo compleanno.
Il giorno dopo, quello del suo ventiquattresimo compleanno, Mary, di fronte agli amici che le hanno organizzato una festa a sorpresa, presente anche Judy, rende nota la sua intenzione di diventare una bibliotecaria, e di intraprendere quindi i corsi di studio relativi. Per intanto tutti chiedono a Judy di assumere di nuovo Mary alla biblioteca. Inizialmente diffidente, Judy, dopo aver assistito alle testimonianze di coloro che dichiarano di essere stati aiutati da Mary (Mustafa ha avuto delucidazioni su come diventare insegnante nel suo paese d'adozione, e Leo ha avuto la collezione di dischi completamente schedata da Mary), accondiscende.

## Produzione
Party Girl è stato diffuso per la prima volta via internet il 2 giugno 1995 a cura della Point of Presence Company (POPCO) di Glenn Fleishman. Dagli uffici della POPCO la Posey dopo aver salutato gli utenti ha introdotto il film. Così Fleishman ricorda l'evento: "Ho contribuito a lanciare il primo lungometraggio trasmesso da internet dai miei uffici di Seattle. Il film è stato trasmesso a qualche centinaio di persone in giro per il mondo attraverso un client di videotelefonia CU-SeeMe a partire dagli uffici cittadini della Point of Presence Company, e pochi minuti dopo è stato proiettato nel quartiere Capitol Hill di Seattle. Ero stato coinvolto in una rete di operatori che includevano il Seattle International Film Festival, la Film.com (ora parte del provider di streaming RealNetworks), la First Look Releasing, i produttori del film, e il consulente tecnico della compagnia CUSeeMe, Joseph Kahan, già attivo alla NASA in Texas. Il lancio è stato trasmesso dalla NBC Nightly News in un segmento delle trasmissioni della domenica."

## Colonna sonora
Gran parte della musica del film è eseguita in club o a feste. Segue l'elenco delle canzoni:
- 1: Mama Told Me Not to Come, di Randy Newman, eseguita dai The Wolfgang Press
- 2: Beautiful, di C. Frantz e T. Weymouth, eseguita dai Tom Tom Club
- 3: Les Ailes, di Hadj Brahim Khaled, eseguita da Khaled
- 4: Let's Go, di Joseph Longo, eseguita da Pal Joey
- 5: Aase Hechchagide (Desire Soars Up High), di S.P. Balasubrahmanyam e Vani Jairam, eseguita da S.P. Balasubrahmanyam & Vani Jairam
- 6: The Boom, di Eric Hilton, eseguita dai Peace Bureau
- 7:  What You About? (Vocal Version), di The Angel, eseguita da The Angel featuring Cokni O'Dire
- 8: Puerto Rico, di Frankie Cutlass, eseguita dai Frankie Cutlass Show
- 9: In The Dark We Live (Thee Lite) (Dave Clarke's 312 Mix), di Felix Stallings, eseguita da Aphrohead, AKA Felix Da Housecat
- 10: To Be Loved, di Heiner Zwahlen e Elisa Burchett, eseguita dai Basscut
- 11: You Don't Love Me (No, No, No), di Dawn Penn, eseguita da Dawn Penn
- 12: U Got Me Up, di Cajmere, e Dajae, eseguita da Dajae
- 13: Big Apple Boogaloo, di Arthur Baker e Lati Kronlund, eseguita dai Brooklyn Funk Essentials
- 14: My Adidas, di Darryl McDaniels e Joseph Simmons, eseguita dai Run DMC
- 15: Anyone Could Happen to Me, di A. Baker, A. Kroell e C. Reeves, eseguita dai Nation of Abel
- 16: If You Believe (Believer Mix), di Chantay Savage, Eric Miller, Michael Dawson, eseguita da Chantay Savage
- 17: Lick It! (No Afro Sheen Mix House of Love More Phearce), di Karen Finley, eseguita da Karen Finley
- 18: Mustafa's Theme, di Peter Daou e Vanessa Daou, eseguita dai The Daou
- 19: House Of Love (In My House), di Erick Morillo e Kenny Lewis, eseguita dai Smooth Touch
- 20: Keep It Up!, di Lutz Ludwig e Klaus Jankuhn, eseguita dai L.U.P.O.
- 21: Throw, di Carl Craig, eseguita dai Carl Craig Presents Paper Clip People
- 22: Music Selector Is the Soul Reflector , di Dmitry Brill, eseguita dai Deee-Lite
- 23: Never Take Your Place, di Larry Heard, eseguita da Mr. Fingers
- 24: I'll Keep Coming Back, di Charlene Munford, Al Mack e Terry Jeffries, eseguita da Chanelle
- 25: Hopefully Yours, di Stina Nordenstam, eseguita da Stina Nordenstam
- 26: Carnival '93 (Mardi Gras Mix), di G. Pizaro e R. Morillo, eseguita dai Club Ultimate
- 27: Party Girl (Turn Me Loose), di U. Nate e A. Mack, eseguita da Ultra Naté

La colonna sonora di Party Girl è uscita l'8 giugno 1995, per la Relativity Records: contiene, nell'ordine, i brani contrassegnati sopra con i numeri 1, 2, 11, 3, 24, 13, 15, Peter Piper dei Run DMC, 10, 23, 22, 27.

## Spin-off
Una serie televisiva basata sul film è stata prodotta nel 1996, con Christine Taylor nella parte di Mary e Swoosie Kurtz in quella di Judy. Sebbene ne siano stati girati sei episodi, solo quattro sono stati trasmessi, e lo show ha subito una prematura cancellazione.